# 菅野沖彦
菅野 沖彦（すがの おきひこ、1932年〈昭和7年〉9月27日 - 2018年〈平成30年〉10月13日）は、オーディオ評論家。弟は、ピアニスト・菅野邦彦。

## 来歴
東京に生まれる。成蹊大学に通うかたわら、東京音楽学校（現東京藝術大学）同声会の通信教育で音楽を学ぶ。城多又兵衛や下総皖一のレッスンを受ける。その後、オーディオの評論雑誌を仲間と始めたことをきっかけに、電波新聞社でオーディオ雑誌を編集。
朝日ソノラマ編集長、フリーの録音制作家を経て、オーディオラボを創立。1971年、オーディオラボ・レコードを発売。以後オーディオ評論家として日本の高級オーディオ文化を半世紀以上育ててきた重鎮である。その録音技術は高く評価され、優秀録音盤が数多く、カリスマ性が高い。
オーディオに対するスタンスはレコード演奏家を参照のこと。
2018年10月13日、老衰のため死去。

## 使用機器

### スピーカー
3系統のスピーカーシステムを構築している。
- JBLの375と537‐500ホーン中心のビーム状の放射波によるマルチアンプ・システム - JBL2205A（ウーファー）、JBL375＋537‐500（ミッドレンジ）、GEM・TS208 P.S.C.Ver.2（トゥイーター）、ミューオンTS001 P.S.C.Ver.2（スーパートゥイーター）、ヤマハYST‐SW1000L（サブウーファー）
- マッキントッシュ・ラボXRT20のハーフ・シリンドリカル（半円柱状）の放射波を持つシステム - マッキントッシュ　XRT20
- ベンディングウェイブ・ユニットによる無指向性の放射波によるシステム - ジャーマンフィジックス　トロバドール80（トゥイーター）、JBL2205A（ウーファー）、エラック4PI Plus.2（スーパートゥイーター）

### レコードプレーヤー
トーレンス リファレンス

## 人物・エピソード
ピアノが大好きで子供のころは音楽家になりたかったが、ある日弟（菅野邦彦）が弾くピアノの音を聴き、才能の差に気付いてピアノを止め、楽理、作曲を学ぼうと決意した。
イコライザーを使って、部屋との整合性を電気的にコントロールすることの重要性を提唱しており、部屋との整合性をとらずにケーブルに金をかけることは無意味と語っている。
長いオーディオ人生でメーカー製のスピーカーシステムを買ったのは数機種程度である。それは年齢とオーディオ暦が大きく影響しており、菅野がオーディオを始めた頃（1940年代終わり頃）はスピーカーユニットは売られていたが、エンクロージャー入りスピーカーシステムという商品はなく、そのためスピーカーシステムは自分で構築するという概念で固まり、その影響が残っているからだという。
江川三郎と友人関係にあったが、江川がハイエンドオーディオ嫌いであったのに対して、菅野はローエンドオーディオ嫌いであったという。
ロイ・デュナンやルディ・ヴァン・ゲルダーの録音を、日本で初めて彼らの名前を出して評論した。それまでジャズは誰が録音したか言及されることはなかったという。
カーマニアとしても有名で、1968年から40年以上に渡り、愛車として歴代のポルシェに乗り続けていた。

## 著書・関連書籍

### 単行本
- オーディオ羅針盤
- 音の素描
- 僕のオーディオ人生
- 新レコード演奏家論

### 関連書籍
- 菅野レコーディングバイブル（嶋護 編著）